# Zemský okres Saské Švýcarsko
Zemský okres Saské Švýcarsko (česky Landkreis Sächsische Schweiz) byl v letech 1994–2008 zemský okres v německé spolkové zemi Sasko. Okresní úřad sídlil v Pirně.

## Přírodní poměry
Zemský okres Saské Švýcarsko se nacházel jihovýchodně od zemského hlavního města Drážďany. Na východě a jihu sousedil s českým Ústeckým krajem, na západě se zemským okresem Weißeritzkreis, na severozápadě s Drážďany a na severu se zemskými okresy Kamenz a Budyšín. Jádrem okresu bylo Saské Švýcarsko, na severovýchodě do něj zasahovaly výběžky Lužické hornatiny a na západě část Krušných hor. Středem okresu protékalo Labe. Nejnižším místem okresu byl břeh Labe na hranicích s Drážďany s nadmořskou výškou 109 m, nejvyšším pak Oelsner Höhe se 644 metry nad mořem poblíž Oelsen na jihozápadě okresu v Osterzgebirge.

## Hospodářství
Dříve se v Labském údolí v okolí měst Heidenau a Pirna nacházelo mnoho průmyslových podniků, např. závody vyrábějící celulózu a pneumatiky. Tyto závody již neexistují, plochy byly sanovány a přeměněny pro potřeby menších provozů. Poblíž Königsteinu těžil podnik Wismut uran. Těžba byla rovněž zastavena a na dotčených plochách proběhla rekultivace.
Důležitou složkou hospodářství byl i turistický ruch, v němž hrálo důležitou roli i několik lázeňských měst. V Sebnitz se vyráběly umělé květiny a modelové železnice.

## Politika
Kvůli nadprůměrným volebním úspěchům (až 26 %) extrémně pravicové strany NPD v saských obecních a zemských volbách se regionu dostávalo negativní publicity. V okrese bylo v roce 1997 založeno skinheadské sdružení „Skinheads Sächsische Schweiz“ (SSS). Jeho členská základna byla v roce 2000 odhadována na přibližně 100 příslušníků. Kvůli svému násilnému charakteru bylo v dubnu 2001 zakázáno zemským ministrem vnitra. Neonacisté zůstali v oblasti i poté velmi aktivní. Jen v letech 2002 až 2004 se odehrálo 930 případů násilí motivovaného pravicovým extremismem, zaměřeného především proti levicové mládeži a cizincům. Úřady byly na tento problém upozorněny v 600 případech.

## Doprava
Okresem procházela důležitá mezinárodní dopravní cesta celoevropského významu, Panevropský dopravní koridor č. IV, spojující Skandinávii, Berlín, Drážďany, Prahu, Vídeň/Bratislavu, Jaderské moře/Egejské moře/Černé moře.

### Silniční doprava
Mezi Dohnou a německo-českou hranicí na území obce Bad Gottleuba-Berggießhübel se Dálnice A17 (Německo) dotýkala západního okraje okresu. Dokončena byla v prosinci 2006. Na severu se hranic okresu dotýkala spolková silnice 6, podél Labe procházela spolková silnice 172. Dalšími důležitými silnicemi byly spolková silnice 172a a státní silnice 177.
Hraniční přechody do Česka se nacházely v Bad Gottleubě-Berggießhübelu do Petrovic, ve Schmilce u Bad Schandau do Hřenska a v Sebnitz do Dolní Poustevny. Nadto existoval větší počet turistických cest, které překračovaly státní hranic a z Německa do Česka se bylo také možné dostat pomocí přívozu z Reinhardtsdorfu-Schöny do Hřenska.

### Železniční doprava
Podél Labe probíhala mezinárodně významná železniční trať Děčín – Dresden-Neustadt, která je částí trati z Berlína do Prahy a na ni navazující regionální trati Sebnitztalbahn a Müglitztalbahn. Obě tyto trati se vyznačují oblouky, stoupáními, tunely a viadukty. Další regionální tratí byla trať Kamenz – Pirna. Nádraží v Bad Schandau bylo jakožto hraniční nádraží zastávkou mezinárodních vlaků.

### Letecká doprava
Nejbližším mezinárodním letištěm bylo letiště Drážďany. Areál bezmotorového létání se nalézal v Pirně-Pratzschwitz.

## Historie
Okres vznikl reformou okresního zřízení 1. srpna 1994 sloučením okresů Sebnitz a Pirna a svým územním rozsahem se podobal úřednímu hejtmanství Pirna, které existovalo do roku 1952. V létě 2002 bylo těžce zasaženo mnoho měst a obcí povodněmi, nejdříve přítoky Labe, potom vzedmutým Labem.
V souvislosti s krajskou reformou v roce 2008 byl zemský okres Saské Švýcarsko spojen se sousedním západním okresem Weißeritzkreis a vznikl tak zemský okres Saské Švýcarsko-Východní Krušné hory (Landkreis Sächsische Schweiz-Osterzgebirge). Okresním městem se stala Pirna.

## Znak

Znak zemského okresu Saské Švýcarsko

Na zeleném poli je umístěna stříbrná vlnovka ubíhající shora vpravo směrem doleva dolů. Bílá vlnovka symbolizovala dominantu okresu, Labe, které oblast v době jejího vzniku, s dějinách i hospodářském a kulturním rozvoji poznamenal víc, než cokoliv jiného. Labe bylo hlavní zeměpisným usměrňovatelem lidových a kulturních pohybů, stejně jako odrazovým můstkem pro osidlování oblasti a dopravu. Labe též bylo zdrojem práce pro mnoho místních řemesel. Na druhou stranu pak Labe představuje symbol pro nejrůznější spojení s vnějším světem. Zelená plocha měla vyjadřovat význam lesů pro rozvoj oblasti, dále pak rekreační charakter oblasti, stejně jako skutečnost, že přibližně 62 % okresu je chráněno kvůli své krajinné hodnotě. Zelená plocha na obou stranách vlnovky také odkazovala na okresy Pirna a Sebnitz, jejichž spojením byl vytvořen nový okres. Barevná kombinace bílá/zelená je též odkazem na saské zemské barvy.

## Města a obce
(Počty obyvatel z 31. prosince 2006)
| Města 1. Bad Gottleuba-Berggießhübel (5 990) 2. Bad Schandau (2 999) 3. Dohna (6 119) 4. Heidenau (16 695) 5. Hohnstein (3 671) 6. Königstein (Saské Švýcarsko) (2 822) 7. Liebstadt (1 371) 8. Neustadt in Sachsen (14 679) 9. Pirna, velké okresní město (39 751) 10. Sebnitz, velké okresní město (8 920) 11. Stadt Wehlen (1 724) 12. Stolpen (6 021) | Obce 1. Bahretal (2 376) 2. Dohma (2 103) 3. Dürrröhrsdorf-Dittersbach (4 609) 4. Gohrisch (2 210) 5. Kirnitzschtal (2 158) 6. Lohmen (3 274) 7. Müglitztal (2 205) 8. Porschdorf (1 286) 9. Rathen (410) 10. Rathmannsdorf (1 087) 11. Reinhardtsdorf-Schöna (1 603) 12. Rosenthal-Bielatal (1 714) 13. Struppen (2 689) |

Správní společenství
- Správní společenství Bad Gottleuba-Berggießhübel s členskými obcemi Bad Gottleuba-Berggießhübel, Bahretal a Liebstadt
- Správní společenství Bad Schandau s členskými obcemi Bad Schandau, Porschdorf, Rathmannsdorf a Reinhardtsdorf-Schöna
- Správní společenství Dohna-Müglitztal s členskými obcí Dohna a Müglitztal
- Správní společenství Königstein/Sächs. Schweiz s členskými obcemi Gohrisch, Königstein (Saské Švýcarsko), Rathen, Rosenthal-Bielatal a Struppen
- Správní společenství Lohmen/Stadt Wehlen s členskými obcemi Lohmen a Stadt Wehlen
- Správní společenství Pirna s členskými obcemi Dohma a Pirna
- Správní společenství Sebnitz s členskými obcemi Kirnitzschtal a Sebnitz

## Turistika
K výrazným pamětihodnostem patřil především Národní park Saské Švýcarsko s horami, hrady a mnoha rekreačními možnostmi. Dalšími výletními cíli byly barokní zahrada a zámek Großsedlitz, hrad Stolpen, dinopark v Sebnitz, zámek Kuckuckstein v Liebstadtu, zámek Weesenstein a další.